# Brandenburgischer Landespokal

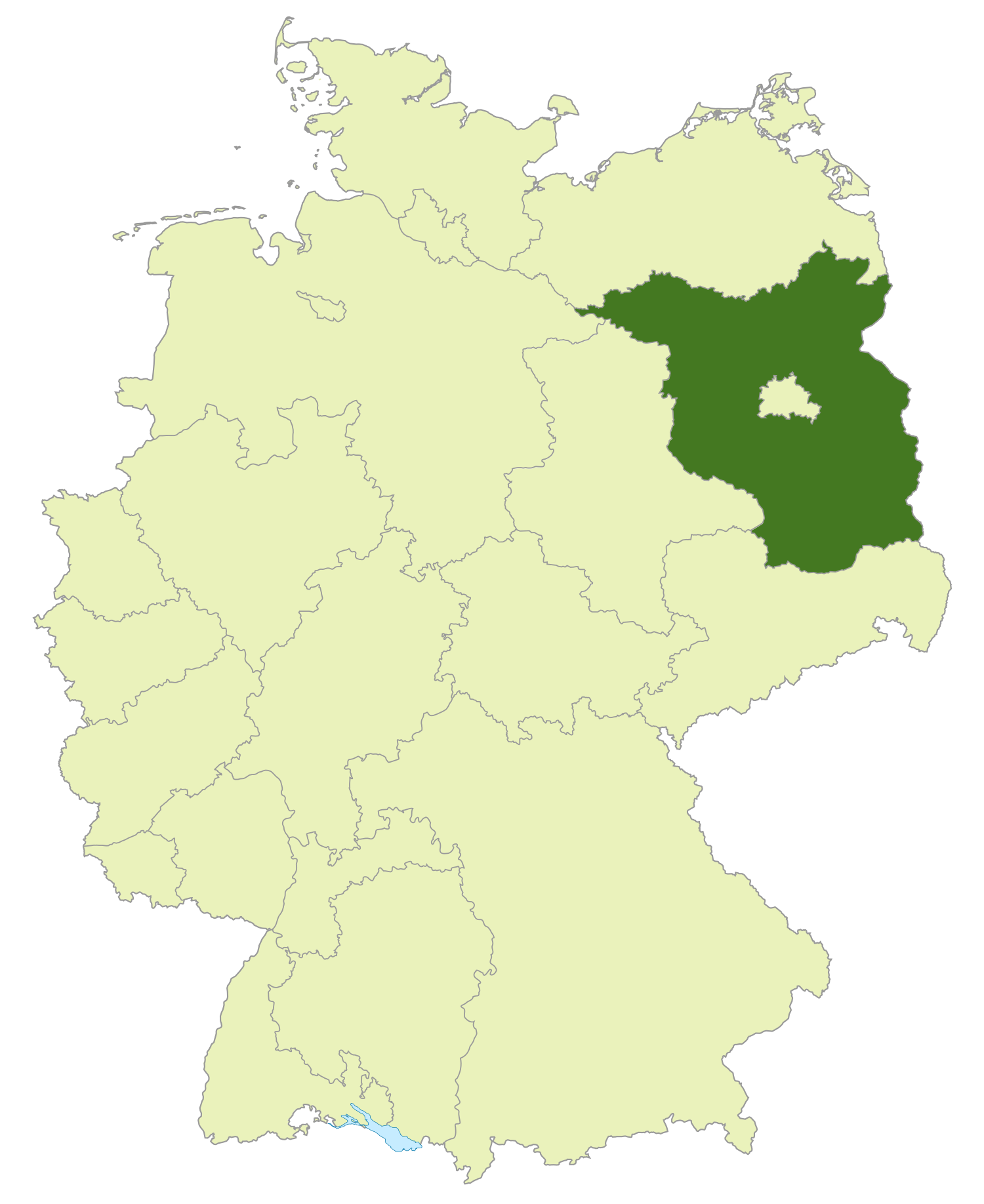
Brandenbursko na mapě Německa

Brandenburgischer Landespokal (oficiálním názvem AOK-Landespokal Brandenburg) je německá fotbalová soutěž pro týmy pod Brandenburským fotbalovým svazem (Landespokal, regionální pohár).  Brandenburský fotbalový svaz sdružuje ve svých řadách více než 100 000 členů registrovaných v 3 930 klubech. Tento zemský pohár se hraje od roku 1991.  Hraje se vyřazovacím K.O. systémem, soutěž má předkolo a 6 hlavních kol a nehrají zde týmy z nejvyšších dvou německých soutěží, ale od 1. kola hrají i týmy ze 3. ligy, 4. ligy, dále pak Oberligy (5. ligy), 6. ligy, 7. ligy a vítězové Kreispokalů. Vítěz postupuje do DFB-Pokalu.

## Přehled vítězů
| 1991 | ESV Lok Cottbus             | 2001 | FC Energie Cottbus II       | 2011 | SV Babelsberg 03        | 2021 | SV Babelsberg 03         |
| 1992 | Eisenhüttenstädter FC Stahl | 2002 | Eisenhüttenstädter FC Stahl | 2012 | SV Falkensee-Finkenkrug | 2022 | FC Energie Cottbus       |
| 1993 | Eisenhüttenstädter FC Stahl | 2003 | Ludwigsfelder FC            | 2013 | FSV Optik Rathenow      | 2023 | FC Energie Cottbus       |
| 1994 | BSV Brandenburg             | 2004 | SV Germania 90 Schöneiche   | 2014 | FSV Optik Rathenow      | 2024 | FC Energie Cottbus       |
| 1995 | FC Energie Cottbus          | 2005 | MSV Neuruppin               | 2015 | FC Energie Cottbus      | 2025 | RSV Eintracht Stahnsdorf |
| 1996 | FC Energie Cottbus          | 2006 | SV Babelsberg 03            | 2016 | SV Babelsberg 03        | 2026 |                          |
| 1997 | FC Energie Cottbus          | 2007 | SV Babelsberg 03            | 2017 | FC Energie Cottbus      | 2027 |                          |
| 1998 | FC Energie Cottbus II       | 2008 | SV Babelsberg 03            | 2018 | FC Energie Cottbus      | 2028 |                          |
| 1999 | SV Babelsberg 03            | 2009 | SV Babelsberg 03            | 2019 | FC Energie Cottbus      | 2029 |                          |
| 2000 | SV Babelsberg 03            | 2010 | SV Babelsberg 03 II         | 2020 | FSV Fürstenwalde        | 2030 |                          |